# Senhorinha Martins
Senhorinha Martins foi uma senhoria da nobreza medieval do Reino de Portugal e detentora da capela dos Ferreiros e do senhorio do morgado de Touriz, localizado no concelho de Portalegre, que corresponde à cidade portuguesa, capital do Distrito de Portalegre, situada na região do Alentejo, sub-região do Alto Alentejo.
Foi filha de Martim Peres, Senhor da Capela dos Ferreiros e do senhorio do Morgado de Touriz, e casada com Vicente Anes Correia, de quem teve:
1. Catarina Vicente Correia casada com Gonçalo Anes do Amaral.